# (5145) Фол
(5145) Фол (лат. Pholus) — астероид группы Кентавров, который был обнаружен 9 января 1992 года Дэвидом Рабиновичем в рамках проекта по поиску астероидов Spacewatch в обсерватории Китт-Пик и назван в честь кентавра Фола из древнегреческой мифологии. Название было опубликовано на сайте малых планет 14 июля 1992 года.

Орбита астероида Фол и его положение в Солнечной системе

Фол совершает оборот вокруг Солнца за 92 года, двигаясь по сильно эксцентричной орбите. Предполагается, что он изначально образовался в пояса Койпера.
Судя по данными спектрального анализа в составе поверхности данного тела преобладают два вещества: тёмный аморфный углерод и смесь водяного льда с метанолом, оливинами и толинами. Наличие тёмного углерода обосновывает низкое альбедо данного тела, а большое количество органических веществ отвечает за интенсивность красного цвета в спектре отражения. Фол стал вторым кентавром с подобным спектром отражения.
Название данного астероида было выбрано с целью продолжить традицию наименования этого класса объектов, которые получают имена кентавров из древнегреческой мифологии, но в отличие от астероида (2060) Хирон, названного в честь брата Фола — Хирона, Фол не показал никаких признаков кометной активности.